# Eupithecia kruusi
Eupithecia kruusi es una especie de polilla de la familia Geometridae. La especie fue descrita por primera vez por Jaan Viidalepp habiendo sido descrita en 1988, con distribución en las montañas del sur de Turkmenistán. El holotipo de la especie fue descrita en los 
Montes Fann y su extensión oriental, la cordillera Zeravshan a nivel de Artuch, Tayikistán. Pertenece al grupo de especies E. gueneata junto con otras quince especies de Eurasia. Es una polilla pequeña con una envergadura de unos 17,5 milímetros (0,7 plg).